# El Poder del Norte
El Poder del Norte es una agrupación de música regional mexicana especializada en el género norteño. Es originaria de la Ciudad de Monterrey, Nuevo León, México, surgida en 1993, e integrada por Arturo Buenrostro, Arturo Buenrostro Jr., David Bocanegra,  ex Vocalista y Bajo Sexto de Los Yaguaru, Abimael de la Garza (Baterista Mexicano), y Ricardo González (Bajista Mexicano).

## Historia
Su historia comienza cuando Arturo Buenrostro y Martín de Jesús Buenrostro Hernández, dos jóvenes con el sueño de llegar a ser reconocidos en la música grupera, logran con esfuerzo y dedicación formar la agrupación Los pioneros grabando desde principios de los 90, algunos álbumes de concepto para la compañía MCM, no tardaron en tomar un camino diferente retirándose de su compañía, ya que su deseo era ser un grupo musical original y auténtico, que hiciera historia en aquel género musical.
Fue así como en 1993 empiezan a hacer realidad su sueño cuando se unen al elenco exclusivo de la compañía discográfica Disa (Discos Sabinas) con la cual firman Contrato de exclusividad artística, con el nombre artístico de El Poder del Norte, nombre propuesto por el presidente de la compañía, el licenciado Domingo Chávez Moreno, ya que los hermanos Buenrostro habían perdido su nombre original, debido a que su anterior compañía MCM lo había patentado a su nombre.

## Trayectoria
El poder del norte graba su primera producción discográfica para Disa en el mismo año, titulada Mi decisión saliendo a la venta en junio, misma que se hizo notar de inmediato entre la audiencia por su estilo musical y la voz original e inconfundible de Arturo Buenrostro, la aceptación del público no se hizo esperar y de esta producción se desprendieron grandes éxitos como: Tú Decisión, Llueve sobre mojado, Ahora que ya estas casada y Cómo te extraño, logrando colocarse en la preferencia del público a nivel nacional y más allá de sus fronteras.
En septiembre de 1994 sale al mercado su segunda producción discográfica Cómo llama teniendo como resultado los éxitos Cómo llama Mi vida eres tú, En tu sonrisa y Enamorada. En noviembre de 1995 se lanza al mercado la nueva producción discográfica El auténtiko y único con grandes éxitos tales como Piel de ángel, Te quiero tanto y Solo te amo a ti.
El punto trascendental en su carrera, llega en marzo de 1997 al lanzar el disco Aquí están!..., del cual se desprendieron más de cinco sencillos, colocándose todos ellos en los primeros lugares de popularidad radial, temas como Maldito orgullo, Acepto mi derrota y Pero me perdonas llevaron a la agrupación regiomontana a su consolidación total. Para enero de 1998 aparece el disco 15 Poderosos Corridos como un agradecimiento a sus fans del cual se desprendieron los corridos El pase de la pantera, Pasó en mi pueblo y Dónde estará mi caballo. Para octubre de ese mismo año se lanza Con Ganas De Ti el que ha sido considerado otro de los mejores discos en la carrera del Poder del Norte ya que se lanzaron los temas Ganas de ti, Lo siento, Oye como late mi corazón, Te felicito, De qué sirvió y Para qué me engaño, todos los temas de este disco fueron los más coreados por toda la república mexicana durante sus presentaciones en 1999.
Para el Nuevo Milenio en agosto de 2000 se lanza el disco A Ellas que fue lanzado en un empaque especial de cartón y del cual destacaron los temas A ella, Me llenaste de amor, Ni que valieras tanto y Por qué tuvo que ser. En septiembre de 2001 la agrupación lanza su primer disco en vivo titulado El auténtiko y único En Vivo del cual destacó el tema La radio de Leo Dan que previamente habían grabado como Los Pioneros Del Norte en 1991, el disco incluye una aplicación para PC con imágenes del concierto, un vídeo exclusivo y discografía.

## Por siempre... El poder del norte
Por siempre es el título del material discográfico de El poder del norte, lanzado en marzo de 2007 que contiene trece canciones entre las que destacan Cuando te sientas sola de la inspiración de Martín Buenrostro, baterista y líder de la agrupación y Nunca mentirás de Arturo Buenrostro, su vocalista.
El tema Que me parta un rayo (si es mentira), una ranchera de la autoría de Sara Guerra, fue el primer sencillo que se desprende de esta producción.

## XV años
En 2008, en el marco del décimo quinto aniversario de su creación, El Poder del Norte lanza al mercado su producción discográfica titulada precisamente XV. En este álbum, la agrupación regiomontana retoma el estilo norteño que apenas un par de años antes los colocara en la cima de la popularidad, Últimas noticias es el primer sencillo promocionado, y se trata de un cover que hace años fuera éxito en la interpretación del grupo Viento y Sol, posteriormente se dio paso al segundo sencillo Loco de remate que también logró escucharse a niveles tanto nacional como internacional.

## Que Diosito te perdone (2012)
Después de tres años de ausencia, en 2012, El Poder del Norte regresa a la música con un nuevo disco, titulado al igual que el primer sencillo Que Diosito te perdone. En esta producción discográfica, se encuentran géneros como norteñas, cumbias y el tema musical Con tu imagen, donde hacen un dúo con el cantante Luis Antonio López El Mimoso, exintegrante de Banda El Recodo.
Además, la agrupación está realizando una gran fusión musical con Nelson Velásquez, una de las leyendas de la música colombiana, quien puso el ritmo del vallenato a la cumbia Ya no me digas. La fecha de lanzamiento de este disco fue el 26 de marzo de 2012.

## La separación (2019)
En 2019 Martín Buenrostro se toma un tiempo para atender su salud tras el fallecimiento de su padre. Sin embargo en ese tiempo su hermano Arturo decide firmar con la compañía Monterrey Music dejando fuera de la alineación original a su hermano hecho que los distanció. 
Para diciembre de 2022 Martín lanza su propio Poder del Norte de manera independiente haciendo legítmo derecho del uso del nombre pues le corresponde el 50% de éste. El primer sencillo es el cover del tema "100 años" que grabó Maluma junto a Carlos Rivera.

## Discografía
| Álbumes de estudio - 1993: Mi decisión - 1994: Cómo llama - 1995: El auténtiko y único (Relanzado en 2001 bajo el título de "Piel de Ángel") - 1997: Aquí están - 1998: 15 poderosos corridos - 1998: Con ganas de ti - 2000: A ellas - 2001: El auténtiko y único en vivo (Disco en vivo) - 2002: Imáginate sin ellos - 2004: La década - 2005: Ranchero - 2005: El gigante de la música norteña - 2006: 13 años de trayectoria En Vivo (Disco en vivo) - 2007: Por siempre - 2008: XV años - 2012: Que Diosito te perdone | Sencillos - «Llueve sobre mojado» - «Mi vida eres tú» - «Enamorada» - «Piel de angel» - «Solo te amo a ti» - «Y aquí estoy» - «Maldito orgullo» - «Acepto mi derrota» - «Pero me perdonas» - «Ganas de ti» - «Para que me engaño» - «De que sirvió» - «A ella» - «Ni que valieras tanto» - «Por qué tuvo que ser» - «Me llenaste de amor» - «Pedazos de cristal» - «Vestido blanco» - «No te culpes» - «La otra» - «Que voy a hacer sin ti» (a dúo con Pablo Montero) - «Por que tenía que conocerte» - «Que me parta un rayo» - «Ya ves» - «Hablemos» - «Últimas noticias» - «Loco de remate» - «Que Diosito te perdone» | Otros Sencillos - «Ven a darme amor» - «Cómo te extraño» - «Llorar, llorar» - «En tu sonrisa» - «Te quiero tanto» - «Lágrimas falsas» - «Decídete» - «Eres todo para mi» | Videoclips - Y aquí estoy - Pero me perdonas - Ganas de ti - De que sirvió - A ella - Ni que valieras tanto - Pequeña amante - Por qué tuvo que ser - Vestido blanco - Enamórate de alguien - Que nunca llores - En tu basura - No te culpes - La otra - Últimas noticias - Como te extraño - Enamorada' - Te quiero tanto' |